# راننده تاکسی (فیلم ۲۰۱۸)
راننده تاکسی 
(به تلوگویی: Taxiwaala) فیلمی است محصول سال ۲۰۱۸ و به کارگردانی راهول سانکراتیان است. در این فیلم بازیگرانی همچون ویجی دوراکوندا، پریانکا جاوالکار و مالاویکا نایر ایفای نقش کرده‌اند.